# Usurpation de fonction
L'usurpation de fonction est, d'après le code pénal français, « le fait, par toute personne agissant sans titre, de s'immiscer dans l'exercice d'une fonction publique en accomplissant l'un des actes réservés au titulaire de cette fonction ».
L'usurpation de fonction est différente de l'usurpation d'identité qui fait aussi partie des infractions répertoriées au titre des crimes et délits contre la nation, l’État et la paix publique du code pénal français.
Ce fait répréhensible fait partie des infractions portant une atteinte grave à l'autorité de l’État, qui détient seul le droit de conférer des titres, d'accorder des décorations ou d'autoriser le port de l'uniforme.

## Dispositions juridiques
Comme toute infraction en droit français, une infraction se caractérise par trois éléments (légal, matériel et moral). Rappelons que si la réunion de ces trois éléments n'est pas effective, l'infraction n'est pas qualifiée.

### Élément légal
Cette infraction est un délit prévu et réprimé par l'article 433-12 du Code pénal.

### Élément matériel
Les faits sont caractérisés si une personne, agissant sans titre (conféré par l’État), exerce une fonction publique et accomplit un des actes réservés au titulaire de cette fonction. Il en est ainsi par exemple d'une personne qui, prenant indûment la qualité d’un policier, réalise un contrôle d'identité.

### Élément moral
L'intention coupable est nécessaire pour caractériser cet élément de l'infraction. Elle réside dans le fait que l'auteur agisse de mauvaise foi. Il sait qu'il n'a aucune qualité pour s'attribuer la fonction et réaliser les actes qu'il accomplit.